# Cowi
 (février 2014).
Si vous disposez d'ouvrages ou d'articles de référence ou si vous connaissez des sites web de qualité traitant du thème abordé ici, merci de compléter l'article en donnant les références utiles à sa vérifiabilité et en les liant à la section « Notes et références ».
COWI A/S est une société de conseil internationale, spécialisée en ingénierie, études environnementales et économie, dont le siège principal se situe à Lyngby, au Danemark. L'entreprise a participé à plus de 50 000 projets dans 175 pays. COWI A/S emploie plus de 7 000 personnes ayant une formation d’ingénieur, de géologue, de biologiste, de chimiste, d'économiste ou de sociologue.

## Histoire
L'entreprise a été fondée en 1930 par l'ingénieur civil Christen Ostenfeld auquel s'associa quelques années plus tard Wriborg Jønson comme partenaire. Le nom COWI est dérivé des initiales des deux fondateurs.
En 1973, l'entreprise fut structurée en fondation et renommée COWIconsult, Consulting Engineers and Planners AS. Le nom fut changé en COWI A/S en 2001.
L'entreprise a poursuivi une stratégie de développement dans différents pays sur plusieurs continents, rachetant par exemple le bureau d'ingénieurs Flint & Neill en 2008 en Grande-Bretagne, et établissant des bureaux à Bruxelles, Cotonou ou Vancouver, entre autres.

## Projets
- Pont Osmangazi (2011-2015)[1]
- Pont du détroit des Dardanelles (2017-2022)